# Frank Faltin
Frank Faltin (* 22. November 1963 in Fischerhude, Deutschland) ist ein ehemaliger deutscher Fußballspieler.

## Karriere
Faltin begann seine Karriere beim TSV Fischerhude-Quelkhorn. Von dort aus zog es ihn zum TSV Ottersberg, dort blieb er bis 1984, dann ging er zum FC Gütersloh, bei dem er bis 1987 blieb. Von 1987 bis 1995 spielte er mit dem SV Meppen in der 2. Bundesliga, bestritt 204 Spiele und erzielte fünf Tore. Von 1995 bis 1997 spielte er noch beim BV Cloppenburg; 1997 ging er für ein Jahr nach Katar, wo er seine Karriere ausklingen ließ.